# 森戸裕一
森戸 裕一（もりと ゆういち 1967年6月13日 - ）は、日本の起業家、実業家、大学教授、自治体専門職員。ナレッジネットワーク株式会社代表取締役社長。一般社団法人日本デジタルトランスフォーメーション推進協会代表理事。一般社団法人ノーコード推進協会副代表理事。一般社団法人シェアリングエコノミー協会 。シェアリングシティ推進協議会代表。一般財団法人ネットショップ能力認定機構理事。NPO法人学生ネットワークWAN理事長。サイバー大学教授、名古屋大学客員教授、熊本大学客員教授、情報経営イノベーション専門職大学客員教授。総務省地域情報化アドバイザー。デジタル庁シェアリングエコノミー伝道師。独立行政法人中小企業基盤整備機構よろず支援拠点全国本部サポーター。福岡県直方市最高情報責任者（CIO）補佐官/広報戦略監。鹿児島県指宿市DX推進アドバイザー。福岡県築上町最高デジタル責任者(CDO）補佐官。佐賀県佐賀市デジタル変革アドバイザー。

## 来歴
2002年1月に有限会社ナレッジネットワークコンサルティング（現：ビジップ株式会社）を設立
2003年1月にナレッジネットワーク株式会社を設立
2004年9月にNPO法人学生ネットワークWANを設立
2013年4月に一般財団法人ネットショップ能力認定機構 理事に就任
2017年3月に内閣官房（現：デジタル庁）シェアリングエコノミー伝道師に就任
2017年6月に総務省地域情報化アドバイザーに就任
2019年10月に一般社団法人日本デジタルトランスフォーメーション推進協会 代表理事に就任
2020年7月に一般社団法人シェアリングエコノミー協会 支部長に就任
2021年4月に福岡県直方市の最高情報責任者（CIO）補佐官に就任
2021年10月に福岡県直方市の広報戦略監に就任
2022年9月に一般社団法人ノーコード推進協会の副代表理事に就任
2023年8月に鹿児島県指宿市のDX推進アドバイザーに就任
2024年4月に福岡県築上町の最高デジタル責任者（CDO）補佐官に就任
2025年1月に佐賀県佐賀市のデジタル変革アドバイザーに就任

## 人物
佐賀県立伊万里高等学校（小森陽一、松尾剛と同期）卒業、次世代人材のキャリア育成支援活動として2004年よりNPO法人学生ネットワークWANを設立して活動している。
2003年より全国の自治体の情報化支援、中小中堅企業の情報化支援を行い、講演やセミナーの登壇実績は3000回を超える。
2019年より全国の自治体や企業のデジタルシフトの支援を行い、コロナ禍においては無料のオンラインセミナーなどを積極的に配信する。
2020年より一般社団法人シェアリングエコノミー協会の九州支部長としての活動も開始する。
2021年より福岡県直方市の最高情報責任者（CIO）補佐官としての活動も開始する。
2022年より一般社団法人ノーコード推進協会の副代表理事としての活動も開始する。
2024年より福岡県築上町の最高データ責任者（CDO）補佐官としての活動も開始する。
2024年6月3日 総務省九州総合通信局より「電波の日・情報通信月間」局長表彰を受ける。
2025年より佐賀県佐賀市のデジタル変革アドバイザーとしての活動も開始する。

## 著書
- 『人と組織が動く中小企業のIT経営』日経BP社（2006/9/23）
- 『変われる会社の条件 変われない会社の弱点』good.book社（2016/7/22）
- 『イラストでわかる!DXで変わる100の景色』池田書店（2023/8/28）